# 무작위성

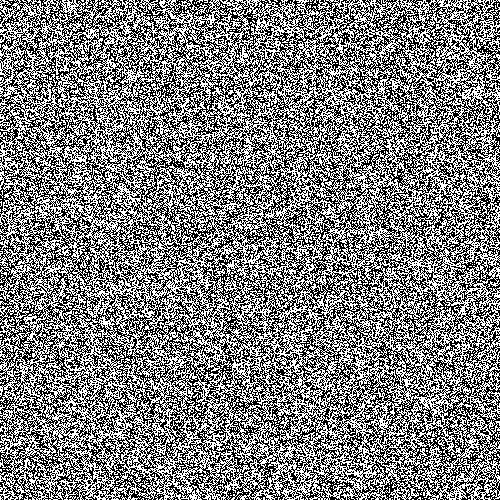
무작위로 생성된 비트맵.

무작위성(無作爲性)은 어떠한 사건에 특정한 패턴이 없거나 실제로 예측이 불가능한 경우를 뜻한다. 일상에서는 동전 던지기와 같은 기본 사건에서 복잡하게 얽혀 있는 복합적인 사건에 이르기까지 참가자의 의지가 결과에 반영되지 않으며 그 결과를 미리 예측할 수 없는 경우를 무작위 사건이라고 한다.:20-25, 38-45 참가자의 의지가 개입할 수 없다는 점 때문에 임의성(任意性)이라고도 한다.
하나의 사건이 무작위적이라는 것이 그 사건이 일어날 가능성마저 예측하지 못한다는 뜻은 아니다. 동전 던지기의 경우 다음번 나타날 사건이 앞면인지 뒷면인지 예측할 수 없지만, 무수히 많은 실행을 반복하면 앞면과 뒷면이 나타날 확률은 각각 1⁄2 임을 알 수 있다. 이와 같이 확률 분포를 알고 있다면 사건이 일어날 빈도를 계산할 수 있다. 정육면체 주사위 두 개를 동시에 던져 나타난 눈의 합계를 샘한다면 두 눈의 합이 7인 경우는 4인 경우보다 두 배 더 자주 발생한다. 즉 각각의 사건이 무작위적이라고 하더라도 그 사건이 일어날 확률마저 마구잡이로 변하지는 않다. 이런 의미에서 무작위성은 단순한 마구잡이가 아니라 실행되는 사건의 불확실성을 나타내는 척도를 의미하며 확률이나 통계의 기초적인 요소로 사용된다.
확률론에서 확률은 모든 사건이 일어날 경우를 원소로 하는 집합인 확률 공간에서 특정 사건이 일어나는 함수인 확률 변수를 통해 사상되는 치역으로 다루어지며 이러한 확률의 계산은 각각의 사건이 무작위성을 띤다는 전제에서 출발한다. 1600년대에 갈릴레오 갈릴레이는 주사위의 각 면이 동일한 확률 분포를 가져야만 균등한 결과를 가져올 수 있다는 점을 밝혔다.:57
통계학에서는 무작위적으로 일어나는 사건들이라고 할지라도 각각의 사건이 일어나는 확률 분포가 다르다는 점을 여러 통계 요소에 응용하고 있다. 충분히 많은 사건들의 집합의 경우 그것을 연속으로 파악할 수 있으며 이 경우 정규분포와 같은 연속적인 확률 분포를 보인다. 각종 통계를 이용하는 학술 연구는 연구 대상에 대한 연구자의 개입을 최소화하기 위해 표본을 무작위화한 데이터를 이용한다. 난수발생기를 통한 난수의 생성은 무작위화의 기초적인 기법 가운데 하나이다.

## 역사

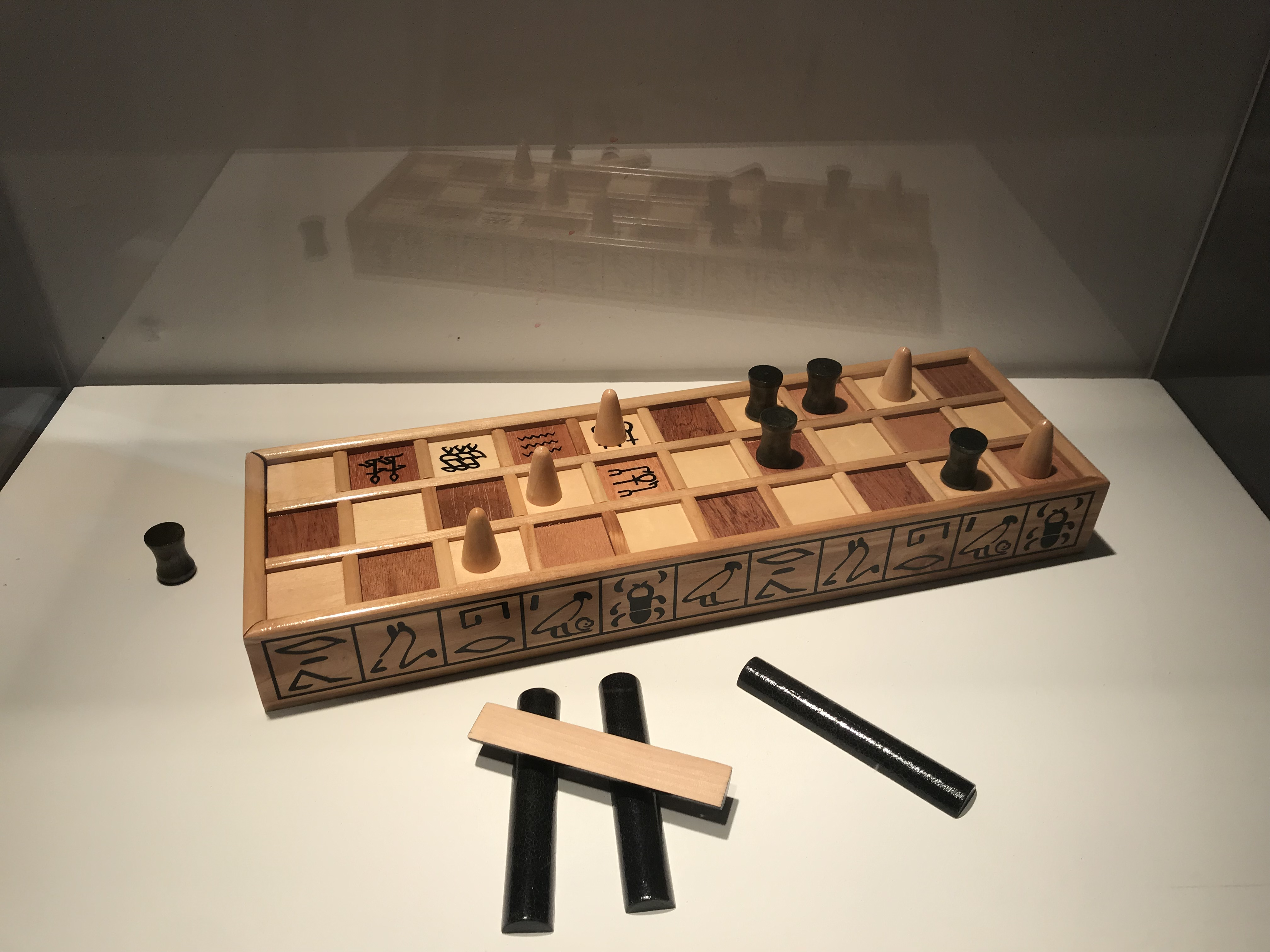
기원전 2300년 무렵부터 행해진 고대 이집트의 보드 게임 세네. 윷과 같은 형태의 도구를 이용하였다.

무작위성을 이용한 것으로 보이는 여러 도구들이 고대부터 사용되었다. 소나 양, 염소와 같은 우제류의 목말뼈는 고대 이집트나 메소포타미아 문명에서 주사위 용도로 사용되었다. 목말뼈에는 둥근 면 둘과 평평한 면 넷이 있는데 굴렸을 때 둥근 면은 바닥에 서지 않기 때문에 나머지 네 면만 주사위로 사용되었다. 지역에 따라서는 서로 다른 종류의 구멍이 나 있는 두 면만 의미가 있기도 하였다.:27-28 아메리카 원주민들도 아메리카들소의 목말뼈를 주사위로 이용하였다. 정육면체를 뜻하는 영어 큐브(cube)의 기원은 목말뼈를 뜻하는 아랍어 카브, 히브리어 큐비아에서 나왔는데 이 때문에 고고학계 일부에서는 우제류의 목말뼈가 오늘날 주사위의 기원이라 보는 시각도 있으나 확실하지는 않다.:29
고대 이집트에서는 한국의 윷와 같은 막대를 이용한 보드 게임인 세네를 즐겼다. 테베에서 기원전 3천년 무렵 만들어진 윷가락이 발견되었다.:30
고대부터 다양한 다면체가 주사위로 쓰였다. 신라의 유적인 안압지에서는 정삼각형과 정사각형이 혼합된 14면체의 주령구가 발견되었다. 오늘날 가장 널리 쓰이는 정육면체 주사위는 서아시아 지역에서 쓰이기 시작하였다. 이라크 북부에서 기원전 2759년 무렵 점토로 제작된 주사위가 출토되었다.:27 오늘날과 같이 각 면에 에서 까지 점이 찍혀 있는 정육면체 주사위는 고대 로마 시기에 일반적인 도구가 되었다.
한국의 윷놀이는 기원이 명확하지 않으나 《북사》에 백제의 민속으로 저포를 다루고 있는 것으로 보아 삼국 시대부터 행해진 것으로 보인다. 한편 두 개의 정육면체 주사위를 이용하는 쌍륙은 한무제 무렵 중국에서 시작되어 한국과 일본까지 전파되었다.
고대 여러 문화는 인간의 의지가 개입될 수 없는 무작위성을 신의 영역으로 생각하였다. 고대 로마의 사람들은 주사위 던지기를 운명의 신 포르투나에 의한 것이라 여겼다. 세계 여러 문화에서 보이는 점치는 방법은 대부분 이러한 무작위를 이용한다. 주역의 팔괘에서 타로카드의 선택에 이르기까지 다양한 점복 행위의 바탕에는 무작위가 인간의 의지 없이 초자연적인 어떤 것에 의해 일어난다는 믿음이 깔려있다.:38-53
게임과 도박, 점복의 영역에서 먼저 형성된 무작위성에 대한 이해는 근세에 이르러서야 수학과 과학의 영역으로 수용되었다. 블레즈 파스칼과 피에르 드 페르마는 당시 유행하던 주사위 게임의 승률을 계산하면서 무작위를 바탕으로 한 수학적 확률 계산의 기초를 정립하였다. 이후 확률론의 발전과 함께 무작위성 역시 다양한 방면에서 활용되기 시작하였다. 통계학에서 정규분포와 같은 확률 분포가 중요하게 다루어 지면서 데이터의 무작위화가 중요한 연구 과정의 하나가 되었다. 원주율과 같은 무리수의 숫자열은 실제 난수임이 증명되어 있지만, 대개의 경우 알고리즘을 사용한 유사난수를 무작위화에 이용한다.

## 이용
무작위성은 확률론, 통계학 뿐만 아니라 게임 이론, 정보이론, 양자역학, 혼돈이론 등의 다양한 분야에서 사용된다.

### 물리학
19세기 열역학과 유체 역학에서 하나의 입자가 아닌 수 많은 입자 무리의 통계적 성질을 다루는 통계 역학이 발달하면서 무작위성이 물리학에 도입되었다. 통계 역학이 다루는 대상은 분자의 브라운 운동과 같이 각각의 입자가 무작위적 운동을 하기 때문에 이들의 움직임은 확률적으로 기술된다.
양자역학의 불확정성 원리는 무작위성을 우주의 기본적 성질로 받아들이게 하였다. 아인슈타인과 같은 과학자들은 "신은 주사위 놀이를 하지 않는다"며 끝까지 양자에 대한 확률적 해석을 거부하였으나 실제 실험 결과는 불확정성 원리가 사실임을 보여 주었다.

### 생물학
현대 진화 이론은 진화의 결과 나타나는 생물 다양성의 근본 원인을 돌연변이로 설명한다. 돌연변이는 DNA 염기 서열에서 무작위로 발생하며 이렇게 발생한 돌연변이 가운데 자연 선택에 의한 적응 과정을 거쳐 살아남은 것들이 후손을 남기면서 생물은 점차 다양한 종으로 분화된다.
돌연변이는 유전체의 모든 부분에서 일어날 수 있고 한 번 일어난 돌연변이는 다음 세대로 유전된다. 인류유전학은 이러한 유전체의 돌연변이를 추적하여 하플로그룹을 분류하고 인류 내 여러 집단의 기원과 이동 과정을 추적한다.

## 문화
- 고대 아테네는 제비뽑기로 공직자를 뽑았다. 이들은 시민들 모두가 동등한 권리를 지녔기 때문에 무작위로 공직자를 선출하는 것이 합당하다고 여겼다.[23]
- 로또 6/45와 같은 여러 복권의 추첨은 무작위 추출을 통해 이루어진다.
- 축구에서는 공격 순서와 위치를 정하기 위해 동전 던지기를 사용한다.[24]

## 같이 보기
- 난수
- 질서
- 확률
- 무작위 행보